# Guy-Medaille
Die Guy-Medaille (englisch: Guy Medal) ist eine von der britischen Gelehrtengesellschaft Royal Statistical Society verliehene Auszeichnung für Personen, die sich auf dem Gebiet der Statistik besonders ausgezeichnet haben.
Die Ehrung ist nach dem britischen Arzt und Statistiker William Guy (1810–1885) benannt. Es gibt sie als goldene, silberne und bronzene Medaille, wobei die Silber- und Bronzemedaille jährlich verliehen wird, die Goldmedaille alle zwei bis drei Jahre. Die Vergabekriterien der drei Kategorien sind wie folgt:
- Die Guy-Medaille in Gold wird Personen verliehen, die sich durch ihre innovativen Beiträge ausgezeichnete Verdienste um die Theorie oder die Anwendung der Statistik erworben haben. Sie müssen nicht Mitglieder der Gesellschaft sein.
- Die Guy-Medaille in Silber können Mitglieder erhalten, die herausragende Arbeiten in einer der Publikationen der Gesellschaft veröffentlicht oder auf einer Sitzung der Gesellschaft vorgetragen haben.
- Die Guy-Medaille in Bronze wird an Mitglieder der Gesellschaft oder einer ihrer Sektionen oder Ortsgruppen vergeben für Arbeiten, die sie in einer Veröffentlichung der Gesellschaft, einer Sektion oder einer Ortsgruppe publiziert oder auf einer Veranstaltung der Gesellschaft, einer Sektion oder einer Ortsgruppe vorgetragen haben; bevorzugt werden Empfänger unter 35 Jahren.

## Träger der Goldenen Guy-Medaille
- 1892: Charles Booth
- 1894: Robert Giffen
- 1900: Athelstane Baines
- 1907: Francis Ysidro Edgeworth
- 1908: Patrick G. Craigie
- 1911: Udny Yule
- 1920: T.H.C. Stevenson
- 1930: A. William Flux
- 1935: Arthur Lyon Bowley
- 1945: Major Greenwood
- 1946: Ronald Aylmer Fisher
- 1953: Austin Bradford Hill
- 1955: Egon Pearson
- 1960: Frank Yates
- 1962: Harold Jeffreys
- 1966: Jerzy Neyman
- 1968: Maurice Kendall
- 1969: Maurice Bartlett
- 1972: Harald Cramér
- 1973: David Cox
- 1975: George Alfred Barnard
- 1978: Roy Allen
- 1981: David George Kendall
- 1984: Henry Daniels
- 1986: Bernard Benjamin
- 1987: Robin L. Plackett
- 1990: Peter Armitage
- 1993: George Box
- 1996: Peter Whittle
- 1999: Michael Healy
- 2002: Dennis Lindley
- 2005: John Nelder
- 2008: James Durbin
- 2011: C. R. Rao
- 2013: John Kingman
- 2014: Bradley Efron
- 2016: Adrian Smith
- 2019: Stephen Buckland
- 2020: David Spiegelhalter
- 2022: Nancy Reid
- 2024: Peter Diggle